# Castle Wolfenstein
Castle Wolfenstein és un videojoc de tir amb sigil d'acció i aventura desenvolupat per Muse Software per a l'Apple II. Va ser llançat per primera vegada en 1981 i posteriorment portat a MS-DOS, la família Atari de 8 bits, i Commodore 64. La seva continuació va ser amb Beyond Castle Wolfenstein.